# Balaklia, Velîka Bahacika
Balaklia (în ucraineană Балаклія) este localitatea de reședință a comunei Balaklia din raionul Velîka Bahacika, regiunea Poltava, Ucraina.

## Demografie
Componența lingvistică a localității Balaklia
     Ucraineană (97,42%)
     Rusă (2,58%)
Conform recensământului din 2001, majoritatea populației localității Balaklia era vorbitoare de ucraineană (97,42%), existând în minoritate și vorbitori de rusă (2,58%).